# Свети Амон
Свети Амон је био велики подвижник 5. века.
Био је настојатељ манастира Тавенисиотског у горњем Мисиру. Под његовим руководством подвизавало се око три хиљаде монаха. Имао је благодатни дар чудотворства и прозорљивости. Кад га је један монах питао за савет, он му рече: „Буди сличан преступнику у тамници, и као што он непрестано пита: кад ће доћи судија, тако се и ти питај са страхом“.
Српска православна црква слави га 2. јануара по црквеном, а 15. јануара по грегоријанском календару.